# Sarmaanyo
Sarmaanyo è una città della Somalia, nella regione di Sool.